# 祥雲寺 (宮古島市)
祥雲寺（しょううんじ）は、沖縄県宮古島市にある臨済宗妙心寺派の寺院。

## 歴史
1611年（万暦39年）、山月和尚によって開山された。1590年（万暦18年）、平良大首里大屋子（「大首里大屋子」は琉球王府から任命される代官）は首里から帰る途中、嵐に遭い、朝鮮に流れ着いてしまった。言語が通じないので、海賊に誤解され処刑されようとしたとき、「琉球」の二文字を書いたことで、始めて琉球人だったことか分かり釈放され、後に明の首都北京経由で琉球に帰国することができた。帰国後、神に感謝して波上大権現（現・波上宮）から熊野権現を勧請し、奉安した。これが当寺と宮古神社の起源である。
その後、1611年（万暦39年・慶長16年）に琉球侵攻後の検地のために来島した薩摩藩の役人が琉球国王に上奏し、正式な寺院と神社になった。1685年（康熙24年）に住職の3年交代制（輪番）が定められた。
1879年（明治12年）の琉球処分後は、地元住民らの経費で賄われる「公寺」となり、1911年（明治44年）に寺院自身が自活する「私寺」に移行した。

## 文化財
- 祥雲寺の石垣（宮古島市指定史跡  昭和50年12月11日指定）[3]

## 交通アクセス
- 平良港より徒歩10分。